# 32066 Ramayya
32066 Ramayya este un asteroid din centura principală de asteroizi.

## Descriere
32066 Ramayya este un asteroid din centura principală de asteroizi. A fost descoperit pe 9 mai 2000 la Socorro, New Mexico, în cadrul proiectului LINEAR. Asteroidul prezintă o orbită caracterizată de o semiaxă mare de 2,32 ua, o excentricitate de 0,05 și o înclinație de 7,4° în raport cu ecliptica.